# حكمت كورموكتشو
حكمت كورموكتشو (بالتركية: Hikmet Körmükçü)‏ (ولدت في 13 يونيو عام 1952 في مدينة هيبليأدا) ممثلة مسرحية، وسينمائية وممثلة مسلسلات تلفزيونية وفنانة أعمال مدبلجة.
تخرجت حكمت كورموكتشو من كلية أوسكودار الأمريكية للبنات. وخلال تعليمها الابتدائي والثانوي كانت تقوم بتقليد وصيف رضا زوبو وبديا موفاهيت. وكانت أول تجاربها في مسرح تاباباشي للتدريب. وتعد حكمت كورموكتشو حفيدة حازم كورموكتشو. وفي عام 1972 بدأت حكمت كورموكتشو التمثيل في مسرحيات ذات أجرة يومية تعاقدية في مسارح المدينة. وفي عام 1975 شغلت حكمت كورموكتشو منصباً في العديد من المسرحيات من خلال التحاقها بالفرق المسرحية. وقامت حكمت كورموكتشو بدبلجة العديد من الأعمال وذلك بجانب تمثيلها للمسرحيات وأيضاً الأفلام السينمائية والمسلسلات التلفزيونية. ومنذ عام 2013 جسدت الفنانة حكمت كورموكتشو شخصية صالحة في مسلسل بعنوان «ليبقى فيما بيننا» حيث أنه يُبث على شاشة قناة ستار تي في.

## جوائز
- عام 1988 – جائزة أفضل ممثلة بالعام عن عملها المسمى «يجب أن تكون الفروع خضراء» لأولفي أراز
- عام 1988 – الجائزة الخاصة بلجنة التحكيم لأفني ديلليجيل عن عملها المسمى «حكايات ألف ليلة وليلة»
- عام 1993 – جائزة أفضل ممثلة مساعدة بالعام لأفني ديليليجيل عن عملها المسمى «المرائي»
- عام 2002 – جائزة الممثلة المساعدة الأكثر نجاحاً بالعام في فرع الموسيقى أو الكوميديا عن عملها المسمى «التفاف لعام 1914» بجوائز مسرح عفيفة السادسة
- عام 2003 – جائزة الممثلة الأكثر نجاحاً بالعام في فرع الموسيقى أو الكوميديا عن عملها المسمى «ميراكي» بجوائز مسرح عفيفية السابعة
- عام 2005 – جائزة أفضل ممثلة مساعدة في فرع الموسيقى والكوميديا بجوائز صدري أليشيك
- عام 2007 - جائزة الممثلة الأكثر نجاحاً بالعام عن عملها المسمى «تصبحي على خير يا أمي» بجوائز مسرح عفيفة الحادية عشر.

## مسرحيات
- ماس تركيا: فهيمة سيفين – مسرح المدينة بإسطنبول – عام 2012
- تسعة أعشار للرغبة: هيذر رافو - مسرح المدينة بإسطنبول – عام 2010
- روميو وجوليت: وليم شكسبير - مسرح المدينة بإسطنبول – عام 2010
- القفص (مسرحية): ماريا فراتي - مسرح المدينة بإسطنبول – 2009
- السترة الجلدية: ستانيسلاف ستراتيف - مسرح المدينة بإسطنبول – 2008
- تصبحي على خير يا أمي: مارشا نورمان: مسرح المدينة بإسطنبول – 2007
- ملحمة علي كيشانلي: خلدون تانر - مسرح المدينة بإسطنبول – 2006
- من يتواجد مع من: آلان أيشوبورن - مسرح المدينة بإسطنبول – 2004
- درويش في القطار: توفيق الحكيم - مسرح المدينة بإسطنبول – 2003
- ميراكي: موليير/أحمد وفيق باشا - مسرح المدينة بإسطنبول 2002
- مرض الحب: الشيخ غالب \ كينان إشيك - مسرح المدينة بإسطنبول – 2002
- Woyzeck – جورج بوشنر – مسرح المدينة بإسطنبول - 1999
- موليير في نهاية السقوط: موليير – مسرح المدينة بإسطنبول – 1998
- أغمض عيني وأقوم بواجباتي: خلدون تانر - مسرح المدينة بإسطنبول – 1994
- المرائي: موليير - مسرح المدينة بإسطنبول – 1992
- المفتش (مسرحية): نيكولاي وسيليفيتش جوجول - مسرح المدينة بإسطنبول – 1991
- الأحذية الحمراء: هانز كريستيان أندرسن - مسرح المدينة بإسطنبول – 1990
- خادم سيدين: كارلو جولدوني - مسرح المدينة بإسطنبول – 1987
- روح العصر: رشاد نوري جونتكين - مسرح المدينة بإسطنبول
- وثمة وجهة جميلة: فيديريكو جارسيا لوركا - مسرح المدينة بإسطنبول
- نقطة الربيع: ويدات توركالي - مسرح المدينة بإسطنبول
- يجب أن تكون الفروع خضراء: ويدات توركالي - مسرح المدينة بإسطنبول
- Münevver'in Hasb-ı Hali (مسرحية بها شخص واحد)
- وصل جودو
- بوليانا (مسرحية أطفال)
- جبل الأماني (مسرحية أطفال)
- الأميرة الضفدعة (مسرحية أطفال)

## فيلموغرافي
- حب للإيجار 2015
- ليبقى فيما بيننا – 2013
- ربات البيوت اليائسات – 2012
- حكاية إسطنبول
- التابعين لنا
- عائلتي العزيزة – 2009
- فخ التنين – 2009
- التفضيلات النهائية – 2007
- في خارج الدائرة – 2007
- الأمهات وبناتهم – 2011
- الظل- 2007
- مثل الحلم – 2006
- وجه القمر مظلم – 2004
- فتاتين شابتين – 2004
- حكاية إسطنبول – 2004
- الجيران – 1997
- حكاية السمك الصغير – 1989

## وصلات خارجية
- حكمت كورموكتشو في IMDb
- حكمت كورموكتشو في السينما التركية